# Todesstrafe in Sierra Leone

Todesstrafe in Afrika:
vollständig abgeschafft
nur in Sonderstrafverfahren (z. B. Kriegsrecht)
Hinrichtungsstopp
angewendet

Die Todesstrafe in Sierra Leone war von circa 1896 bis 2021 die höchste von einem Gericht im westafrikanischen Sierra Leone zu verhängende Strafe (Verfassung Sierra Leones Kapitel III, Absatz 16).

## Geschichte
Die Todesstrafe wurde in Sierra Leone vermutlich erstmals 1898 an 96 Personen vollstreckt, die ihre Steuern nicht gezahlt haben. Seit 1998, d. h. 100 Jahre nach der ersten Anwendung, wird sie nicht mehr vollstreckt. Zuletzt wurden in dem Jahr 24 Militärangehörige wegen Hochverrats nach dem Staatsstreich 1997 durch Hängen hingerichtet.
2012 gab es keine zum Tode verurteilten Personen in Sierra Leone. Ende 2017 befanden sich in Sierra Leone 39 Personen in der Todeszelle. Alleine 2017 sollen 21 zum Tode verurteilt worden sein. 2018 befand sich mindestens eine Frau in der Todeszelle des Frauengefängnis Freetown.

### Abschaffung
2006 hat der damalige Staatspräsident Ahmad Tejan Kabbah die Aussetzung der Todesstrafe angekündigt. Sie solle aber in den Gesetzen erhalten bleiben. Die Abschaffung der Todesstrafe wurde 2012 und 2014 vom sierra-leonischen Justizminister in Aussicht gestellt. 2017 hat die Regierung, trotz der Empfehlung durch das Komitee zu Verfassungsfragen, die Abschaffung der Todesstrafe abgelehnt.
Am 23. Juli 2021 stimmte das Parlament geschlossen für die Abschaffung der Todesstrafe. Sie wurde durch eine zeitliche Freiheitsstrafe von nicht weniger als 30 Jahren ersetzt.

## Straftatbestände
Die Todesstrafe konnte für Mord verhängt werden. Dieses Strafmaß wurde für Mord zuletzt mindestens 2002, 2007, 2010, 2011 und 2013 verhängt. Die Todesstrafe konnte auch, laut Amnesty International, für Raub ohne Todesfolge verhängt werden. Die Todesstrafe wegen Hochverrats wurde zuletzt 1998 vollstreckt. Im Dezember 2004 sollen zuletzt zehn Personen wegen Hochverrats zum Tode verurteilt worden sein.
Eine verhängte Todesstrafe für schwangere Frauen wurde automatisch in eine lebenslange Freiheitsstrafe umgewandelt. Personen, die zur Zeit ihrer Tat unter 18 Jahre alt waren, durften nicht zum Tode verurteilt werden.

## Hinrichtungsmethode
Die Gesetzgebung in Sierra Leone sah, laut Kapitel VI, Absatz 211 des Criminal Procedures Act aus dem Jahr 1965 die Durchführung der Todesstrafe durch Erhängen vor. Dennoch soll es, zuletzt 1998, auch zur Vollstreckung durch Erschießung gekommen sein.